# جيمس إدوارد بادجيت ميكين
جيمس إدوارد بادجيت ميكين (بالإنجليزية: James Edward Budgett Meakin) (8 أغسطس 1866 - 26 يونيو 1906) صحفي إنجليزي. كتب بإسهاب عن المغرب، واهتم بظروف عمل العمال في المملكة المتحدة.

## مسيرته

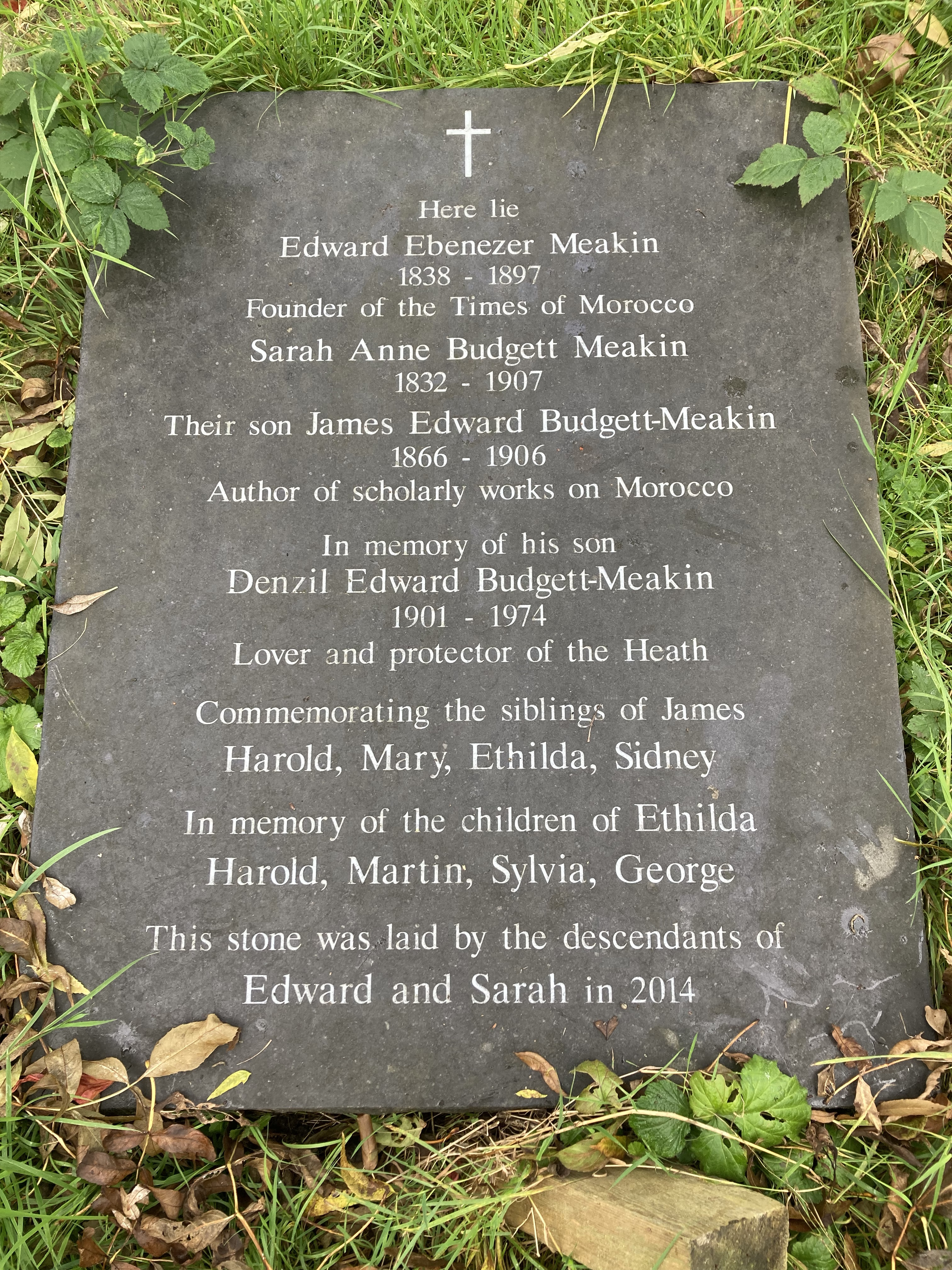
قبر عائلة جيمس إدوارد بادجيت ميكين في مقبرة هايغيت

وُلِد في لندن، وهو ابن إدوارد إبينيزار ميكين (1838-1897)، مزارع شاي في الهند، ثم صحفي، وزوجته سارة آن بادجيت (1832-1906). تلقى تعليمه في مدرسة ريجيت الثانوية. أما والدته، فكانت ابنة صموئيل بادجيت (1794-1851)، وهو تاجر إنجليزي.
في عام 1884، استقر والد ميكين في طنجة بالمغرب، وأسس أول صحيفة إنجليزية في المغرب، وهي صحيفة "تايمز أوف موروكو" (Times of Morocco). في البداية، كانت الصحيفة تصدر شهريًا، ثم أسبوعيًا منذ عام 1886. انضم جيمس إلى والده في المغرب وبدأ العمل في الصحيفة كمساعد محرر، ثم محررًا لها منذ عام 1888.
أُعجب جيمس بشعب المغرب وثقافته، وسرعان ما بدأ يكتب عن كل ما رآه وعاشه. ارتدى ملابس أهله، وأطلق على نفسه اسمًا محليًا (الطاهر بالمكي)، وتعلم العادات واللغة المحلية. في عام 1891، وفي سن الخامسة والعشرين، نشر قاموسًا إنجليزيًا عربيًا بعنوان "مقدمة إلى اللغة العربية في المغرب" (An Introduction to the Arabic of Morocco.).
عاد إلى إنجلترا سنة 1895، لكن طُلباته للحصول على تمويل لأبحاثه قوبلت بالرفض، فقرر أن يسافر بنفسه إلى المغرب لمدة عام، ثم قضى عامًا آخر في دول أخرى مثل أوزبكستان والعراق وبلدان أبعد في الشرق مثل اليابان. عاد إلى إنجلترا مرة أخرى سنة 1897 لكتابة كتبه وتحريرها. وقد نشر ثلاثة كتب شاملة عن المغرب رسّخت مكانته كمرجع أول في هذا المجال، وهي: (The Moorish Empire) سنة 1899، و(The Land of the Moors) سنة 1901، و(The Moors) سنة 1902. وفي سنة 1905، نشر كتابه الرابع عن المغرب بعنوان (Morocco- Life in Morocco, and Glimpses Beyond)، وقد ضم هذا الكتاب مقالات وملاحظات لم تُنشر في كتبه السابقة. كما كتب المقال الخاص بالمغرب في الطبعة 11 من الموسوعة البريطانية.
وقد منحه سلطان تركيا النيشان المجيدي تقديرًا لدراساته حول الإسلام في عامي 1902 و1904، وفقاً لنعي بودجيت ميكين المنشور في صحيفة "تشيسويك غازيت" في 6 يوليو 1906.
بالإضافة إلى كتبه وعمله في صحيفة تايمز أوف موروكو، نُشرت مقالاته في الصحف والمجلات في إنجلترا والولايات المتحدة، بما في ذلك (The Jewish Chronicle)، و(The London Tribune) و(The Fortnightly Review). تصف كتبه ومقالاته المجتمع المغربي المحلي وعاداته وتقاليده بتفصيل كبير. خلال إقامته في المغرب، شارك في السياسة والحياة الاجتماعية المحلية. تجسد مقالاته في (The Jewish Chronicle) مخاوفه بشأن المغرب ومستقبله ومجتمعه والأقليات (اليهود).
بالإضافة إلى ذلك، شارك في تأسيس رابطة مكافحة الاستغلال العُمّالي، واهتم بالإصلاحات الاجتماعية في إنجلترا، مثل أوضاع الطبقة العاملة وظروف الأحياء الفقيرة في المدن. وفي سنة 1903، أجرى تحقيقًا حول أوضاع الطبقة العاملة في عدة مدن أمريكية، ونشر في سنة 1905 كتابه "مصانع ونماذج سكنية مثالية" (Model Factories and Villages).
توفي جيمس في 28 يونيو 1906 عن عمر يناهز 39 عامًا، ودُفن في الجهة الشرقية من مقبرة هايغيت إلى جانب والديه.

## الحياة الشخصية
تزوّج جيمس من كيت ألبيرتا هيليويل من شيكاغو في 6 يونيو 1900، وأنجبا ابنًا واحدًا، دينزيل إدوارد بادجيت-ماكين (1901–1974). عاشوا في هامبستد، شمال لندن. وقد برز إخوته في مجالات مختلفة؛ فقد مُنحت شقيقته، أنيت ماري بادجيت مياكين، العضوية الفخرية في جمعية غوته في فايمار تقديرًا لعملها الأكاديمي حول صداقة غوته وشيلر، الذي ألّفته في ثلاثة مجلدات. وكانت هي ووالدتها أول امرأتين إنجليزيتين تسافران إلى اليابان عبر سكة الحديد العابرة لسيبيريا، وقد وصفت هذه التجربة في كتابها "شريط الحديد" (The Ribbon of Iron).
كان شقيقه هارولد (1870-1907) طبيبًا في الخدمات الطبية الهندية وحصل على وسام التنين العسكري لتنظيمه مستشفى ميدانيًا في إغاثة بكين، وميدالية وزيرستان أثناء حصار وزيرستان.
كانت شقيقته، الدكتورة إثيلدا بادجيت ميكين هيرفورد (1872-1956)، المشرفة الطبية على مستشفى فيكتوريا للنساء في كلكتا من عام 1904 إلى عام 1907 قبل أن تتزوج وتنجب أربعة أطفال. درست لاحقًا التحليل النفسي وأصبحت مديرة المستشفى البريطاني للاضطرابات العصبية الوظيفية في كامدن تاون.
كان سيدني (1874–1941)، أصغر إخوة جيمس، أسير حرب خلال الحرب العالمية الأولى، وكان ذا قيمة كبيرة لرفاقه الأسرى نظرًا لإلمامه الواسع باللغة الألمانية وقدرته على العمل كمترجم.

## روابط خارجية
- مؤلفات Budgett Meakin في مشروع غوتنبرغ
- أعمال أو نبذة عن Budgett Meakin على أرشيف الإنترنت
- Lee، Sidney، المحرر (1901). "Meakin, James Edward Budgett" . قاموس السير الوطنية (1st supplement). London: Smith, Elder & Co. ج. 2.
- Fryer، S. E.؛ Pottle، Mark. "Meakin, James Edward Budgett". قاموس أكسفورد للسير الوطنية (ط. أونلاين). دار نشر جامعة أكسفورد. DOI:10.1093/ref:odnb/34970. (يتطلب وجود اشتراك أو عضوية في المكتبة العامة في المملكة المتحدة)
- Who Was Who 1897–1915 page 355